# Trajektna luka Split
Trajektna luka Split je, izvorno bila, trgovačko mjesto koje su prvotno osnovali grčki doseljenici s otoka Visa, a potom su ga preuzeli Rimljani. Luka je napredovala kroz srednji vijek, ali je doživjela pad krajem 18. i početkom 19. stoljeća kada je Riječka luka preuzela ulogu primarne trgovačke i pomorske luke u regiji.

## Povijest
Prvi transport u blizini gdje je današnja Trajektna luka bila je tadašnja luka Asphalatos, kojeg su osnovali  Grčki starosjedioci osnovali u 4. st. pr. Kr. Pozicija transportne luke bila je izabrana zbog prirodne lokacije luke i ima široki izlaz i pogled na Jadransko more te na susjedne otoke naseljene Ilirima, najviše zbog blizine  Salone. Znatniji pomorski promet odvijao se u to doba u Solinskoj uvali, gdje su se nalazila obalna postrojenja Salone, te u lukama grčkih naselja Epetiona na mjestu današnjega Stobreča i Traguriona na mjestu današnjega Trogira. Split je dobio na značenju tek izgradnjom Dioklecijanove palače početkom 4. st. Tada je u njezinu južnom dijelu uređena mala luka namijenjena pristajanju carskih brodova. U antičkome razdoblju postojala je još jedna luka u uvali Spinut, na sjevernoj strani splitskoga poluotoka.
Nakon toga splitsku obalu je preuzeo Bizant sve do nastanka Hrvatskog Kraljevstva u početku 10. stoljeća. Već u 11. st. Split je najmoćniji i najbogatiji grad na našoj obali, a u sljedećem stoljeću splitska luka već je toliko razvijena da je smatrana najpovoljnijom lukom Ugarsko-Hrvatskog Kraljevstva. Hrvatska i Kraljevina Ugarska su se 1102. ujedinili u personalnu uniju. Do 12. stoljeća Split je razvio trgovačke rute sa svojim zaleđem i pomorskom trgovinom diljem Jadranskog mora i Sredozemlja. U 13. st. grad je imao gotovo 10 000 stanovnika i vrlo razvijenu pomorsku trgovinu, naročito s Apulijom preko mora i s Bosnom na kopnu. U to vrijeme postaje prva izvozna i uvozna luka istočne obale Jadrana za područje današnje Bosne i Hercegovine. Mletačka Republika dobila je potpunu kontrolu nad Dalmacijom i gradom Splitom do 1428. godine. U 16. stoljeću Split je bio središte pomorske trgovine Balkana gdje se prevozila roba koja je dolazila iz Osmanskog Carstva, Indije i Perzije do Mletačke Republike i obrnuto. Nakom pada Mletačke Republike, Split je između 1797. i 1806. godine došao pod vlast Habsburške Monarhije i Austro-Ugarske Monarhije do Napoleonove Francuske koja je vlast nad gradom i njenom lukom preuzela od 1806. do 1813. kad je grad pao ponovno pod vlašću Austro-Ugarske, nakon njene obnove, preciznije Split je bio pod izravnom kontrolom Beča i njenog Austrijskog Carstva. U tom su razdoblju trgovački brodovi i njihove trgovačke rute bili preusmjereni u druge istočnojadranske pomorske luke, pogotovo u riječku luku što je uzrokovalo pad gradskog gospodarstva. Dolaskom Splita pod austrijsku vlast 1797. prestale su čvrste mletačke stege i ograničenja, oživjela je trgovina i ojačalo brodarstvo. Karavane iz Osmanskoga Carstva ponovno su počele dolaziti, a tereti su se, umjesto samo u Veneciju, otpremali u mnoge druge luke. Nakon što je 1805. grad došao pod francusku vlast, vojni zapovjednik Dalmacije maršal August Marmont započeo je velike građevinske radove. Srušene su stare mletačke utvrde, a materijal je iskorišten za nasipanje mora. Duljina obale u splitskoj luci tijekom tih je zahvata udvostručena.
U drugoj polovici 19. stoljeća gospodarstvo grada Splita i okolice počelo se oporavljati i Split je ubrzo postao središte srednje Dalmacije, povezujući zaleđe i susjedne otoke. To je potaknulo razvoj gradske luke i njezinih prometnih veza, uključujući izgradnju novog lukobrana i željezničke pruge Split – Knin. 1925. godine željeznica je povezana sa željezničkom prugom između Rijeke i Zagreba preko Gospića što je omogućilo razvoj moderne luke. Od 1957. godine, teretni terminali luke Split premješteni su iz središta grada na područjima industrijske zone u Stinicama, Solinu i Kaštelima dok se za potrebe putničkog prometa još uvijek koristi luka na istočnoj obali grada.

## Vanjske poveznice
- Luka Split Hrvatska tehnička enciklopedija, portal hrvatske tehničke baštine. LZMK